# De Havilland DH.82 Tiger Moth
Il de Havilland DH.82 Tiger Moth è un monomotore biplano da addestramento   sviluppato dall'azienda britannica de Havilland Aircraft Company nei primi anni trenta.
Progettato da Geoffrey de Havilland, proprietario e fondatore dell'azienda che portava il suo nome, fu utilizzato principalmente dalla Royal Air Force (RAF), l'aeronautica militare del Regno Unito, e da numerose altre forze aeree mondiali nella formazione dei propri piloti. Il Tiger Moth rimase in servizio con la RAF fino al 1952 quindi, una volta radiati, gli esemplari ancora in buone condizioni furono venduti sul mercato dell'aviazione generale ed acquistati da utenti privati ed utilizzati come aereo da turismo. Molte nazioni hanno utilizzato il DH.82 sia per scopi civili che militari e tutt'oggi rimane un mezzo molto ricercato dagli amatori. Alcuni Tiger Moth di proprietà privata sono immatricolati anche in Italia.

## Storia

### Sviluppo
Il prototipo del DH.82 fu sviluppato partendo dal DH.60 Moth; la principale modifica apportata fu alla cabina di pilotaggio: veniva richiesto dagli istruttori di volo una migliore accessibilità e sicurezza, soprattutto nel caso di lanci con il paracadute. Nel DH.60 Moth erano i serbatoi del carburante posti nelle vicinanze della cabina di pilotaggio ad intralciare l'eventuale lancio, per risolvere il problema fu spostata in avanti l'ala superiore rispetto alla inferiore ed entrambe furono lievemente arretrate per mantenere l'equilibratura del velivolo e questa modifica rese il DH.82 il primo velivolo della RAF con ali a freccia positiva. Altre modifiche riguardarono un rafforzamento della struttura generale: sportelli disposti su entrambi i lati della cabina di pilotaggio e una revisione del sistema di scarico dei fumi del motore. Fu equipaggiato con il motore de Havilland Gipsy III e volò la prima volta il 26 ottobre 1931 con il collaudatore capo della de Havilland Hubert Broad ai comandi.
Una caratteristica distintiva del progetto del Tiger Moth furono il controllo differenziale degli alettoni posti solo sull'ala inferiore e controllati da una leva esterna circolare, che si trova nascosta appena sotto la copertura dell'ala inferiore; questa leva è controllata da dei cavi metallici che giungono fino alla cabina di pilotaggio. Tutto questo si traduce in un sistema di controllo operativo sugli alettoni e permette veloci correzioni di manovre azzardate.
Fin dall'inizio, il Tiger Moth dimostrò di essere un addestratore ideale, semplice e conveniente da manutenere; anche se a velocità ridotta il mezzo richiede una mano ferma e manovre sicure, aspetto questo preferito da molti istruttori che aiuta nella formazione dei piloti.

### Impiego operativo

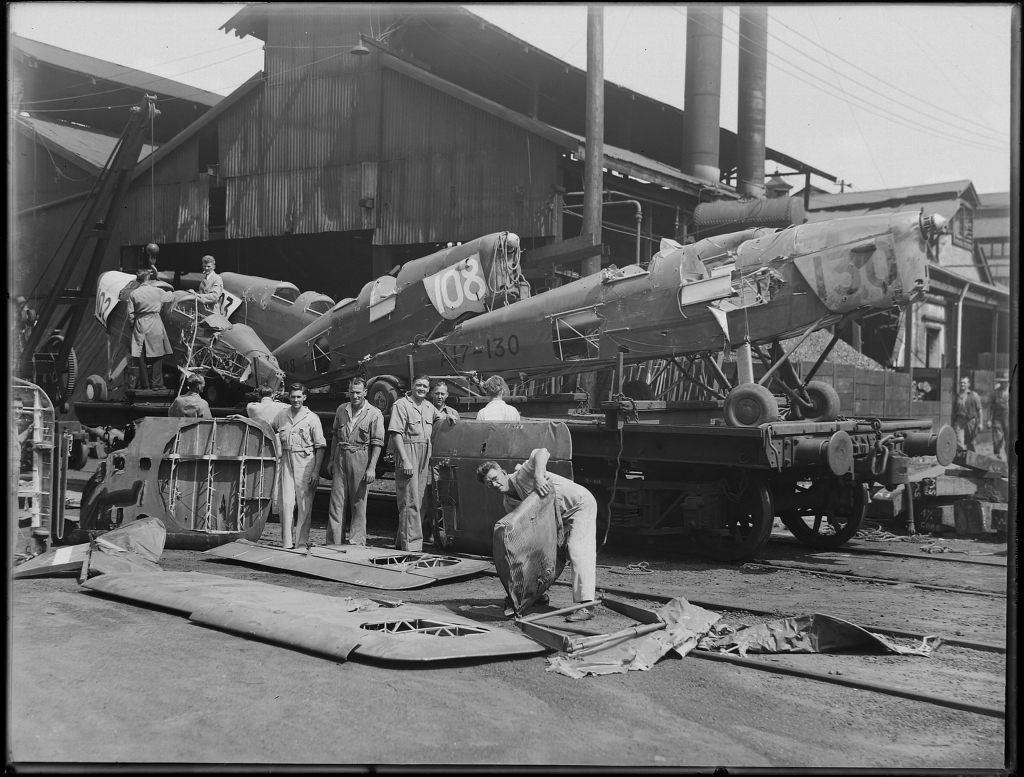
Un Tiger Moth in costruzione/manutenzione durante la metà del XX secolo in Australia.

La RAF ordinò 35 Tiger Moth I con doppi controlli e con denominazione industriale DH 60T. Un successivo ordine fu emesso per 50 aerei equipaggiati con motore de Havilland Gipsy Major I, denominati DH.82A o RAF Tiger Moth II. Gli aerei entrarono in servizio presso la scuola centrale di volo della RAF nel febbraio 1932. Con l'inizio della Seconda guerra mondiale, la RAF aveva 500 aeromobili in servizio e molti DH.82 civili furono utilizzati per formare i piloti.
La produzione britannica di Tiger Moth fu di oltre 7.000 unità e 4.005 Tiger Moth II furono costruiti esplicitamente per la RAF durante la guerra e di questi quasi la metà venne costruita dalla Morris Motor Company a Cowley, Oxford.

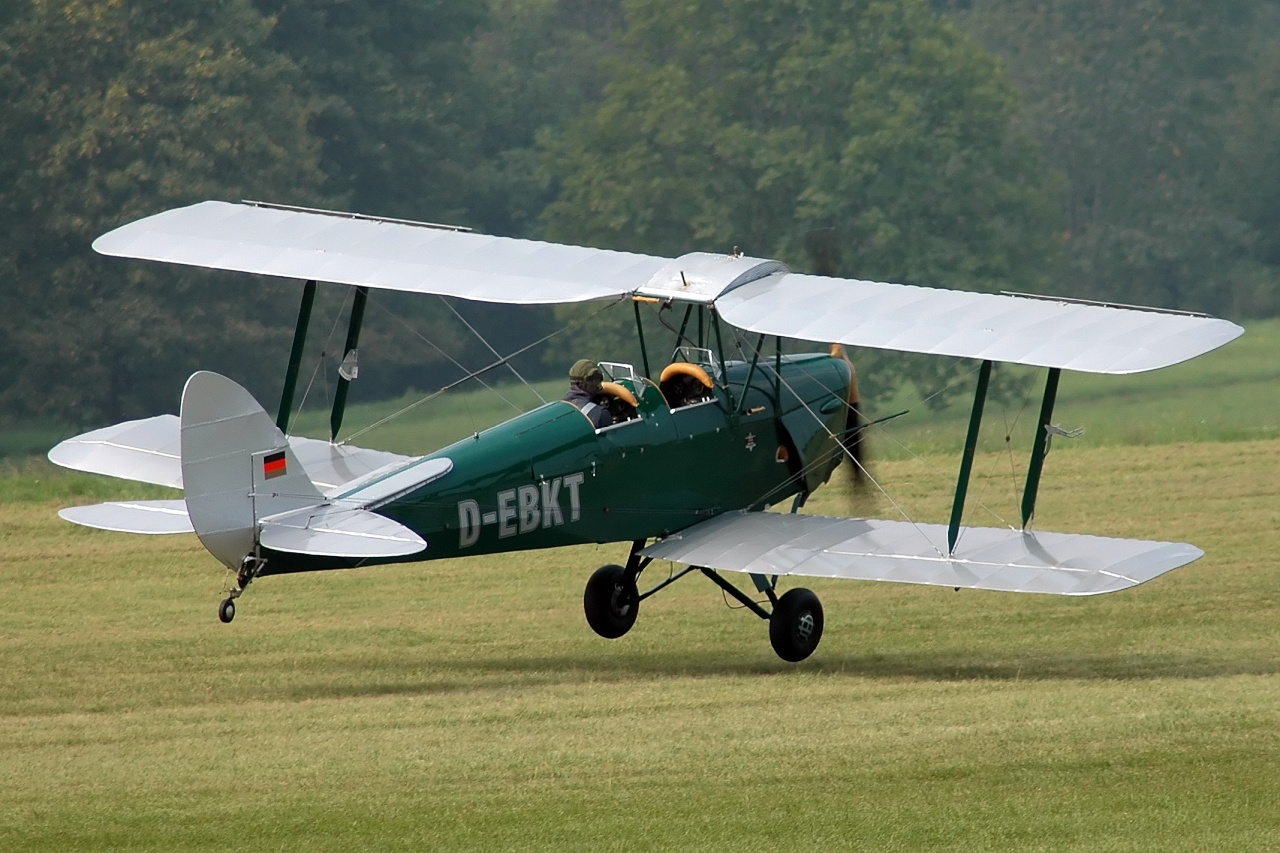
DH.82A Tiger Moth, 2005.

Il DH.82 divenne l'addestratore standard in tutto il Commonwealth e anche altrove. Migliaia di piloti hanno imparato a volare su questa piccola e robusta macchina e la RAF riteneva questo velivolo ideale anche per addestrare i piloti dei caccia, il mezzo infatti richiede precise abilità e molta concentrazione per essere pilotato al meglio; una pessima manovra può infatti facilmente mandarlo in stallo o in avvitamento.

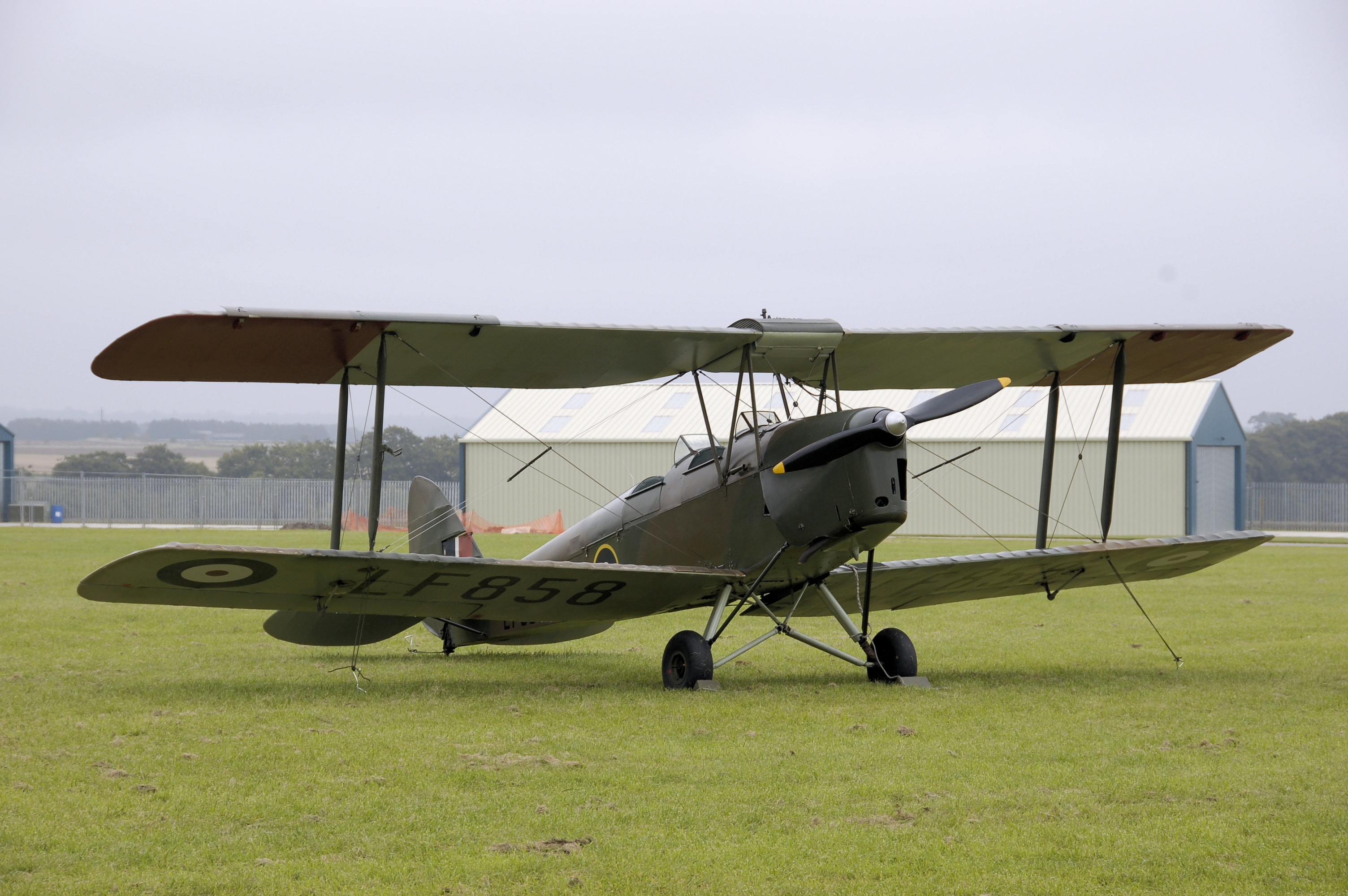
DH.82B Queen Bee

Diversi DH.82 furono modificati per scopi speciali e tra questi bisogna citare il primo drone della storia: un Tiger Moth radio controllato per fare da falso bersaglio e denominato DH.82B Queen Bee, fu realizzato quasi in 300 esemplari all'inizio della Seconda Guerra Mondiale. A seguito della disastrosa campagna della Gran Bretagna in Francia, nel mese di agosto 1940, 350 DH.82 furono convertiti in bombardieri leggeri per la difesa costiera. Una modifica molto più radicale fu prevista per il paraslasher: un Tiger Moth equipaggiato con una sorta di lama da utilizzare per tagliare i paracadute dei soldati nemici in discesa verso il suolo. Il velivolo fu testato e dimostrò la validità dell'idea, ma poi fu abbandonato. Un DH.82 fu equipaggiato con serbatoi di insetticida velenoso, posti sotto le ali, e destinato ad irrorare le truppe nemiche.
In Canada, la de Havilland costruì 1.523 DH.82C, equipaggiati con il motore Gipsy Major 1C e con altre modifiche tra le quali la sostituzione del pattino di coda con una ruota, un carrello d'atterraggio più robusto e con le ruote spostate più avanti e un abitacolo chiuso a causa del freddo clima del nord. La de Havilland Canada consegnò anche 200 Tiger Moth all'USAAF, rinominati PT-24. Altri 151 esemplari vennero costruiti in Norvegia, Svezia e Portogallo mentre 2.949 furono realizzati nelle altre nazioni facenti parte del Commonwealth.

#### Dopoguerra

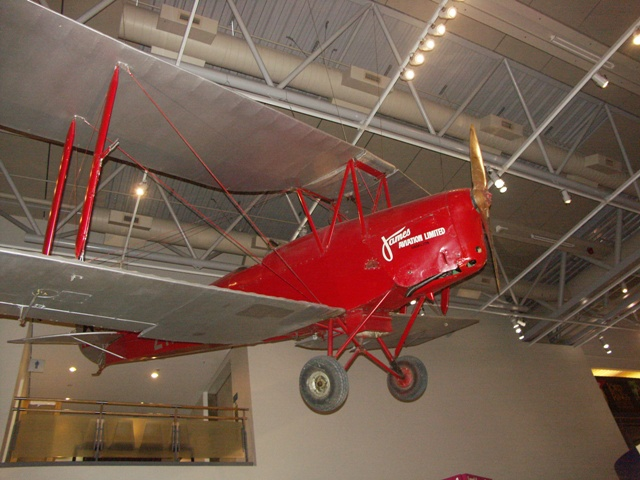
Uno dei primi Tiger Moth convertiti ad uso agricolo per la concimazione aerea, conservato nel museo di Te Papa Tongarewa.

Nel dopoguerra, gli aerei in surplus vennero venduti ai club di volo e a privati. Dimostrarono di essere poco costosi e in grado di essere utilizzati in svariati modi come per la pubblicità aerea, ambulanza aerea, come aerei acrobatici e traino alianti. Sono stati spesso comparati con i famosi aerei acrobatici Stampe SV.4.
Dopo che in Nuova Zelanda venne introdotta la concimazione aerea dei terreni, molti DH.82 appartenuti alla Royal New Zealand Air Force furono convertiti in aerei agricoli dove il sedile anteriore venne sostituito da una tramoggia contenente il concime da disperdere sui campi. Dalla metà degli anni cinquanta molti di questi mezzi furono sostituiti con i più moderni PAC Fletcher e un grande numero di Tiger Moth neozelandesi fu venduto a privati ed appassionati.
I Tiger Moth appartenuti alla Royal Navy furono riutilizzati come bersagli per esercitazioni fino al 1956 quando furono acquistati un lotto di velivoli ristrutturati.
Sporadicamente alcuni DH.82 furono utilizzati in alcuni film, in particolare furono utilizzati nelle scene di incidenti aerei nel film Il temerario.

## Versioni

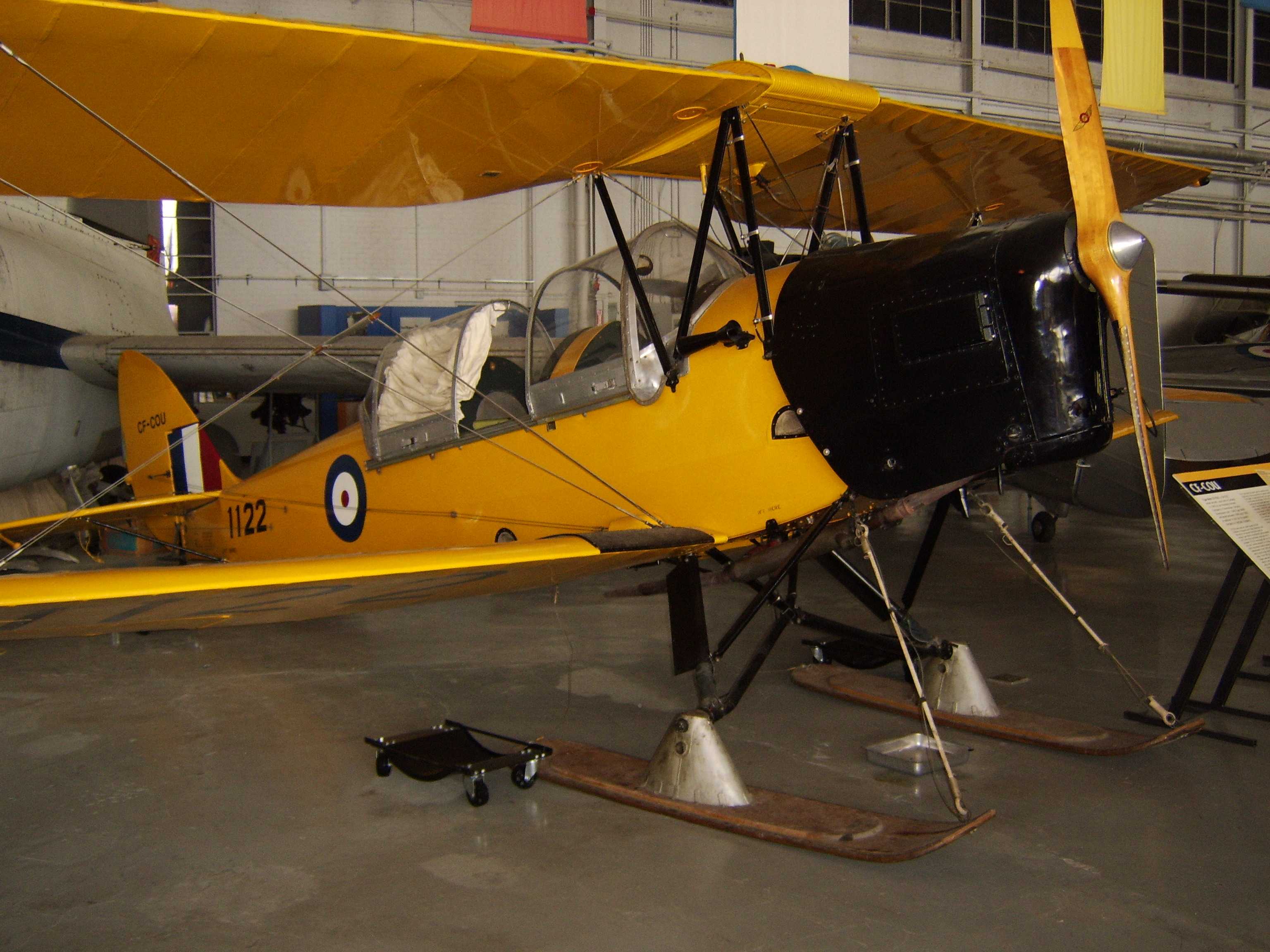
Un DH.82C realizzato in Canada del British Commonwealth Air Training Plan conservato nel Western Canada Aviation Museum.

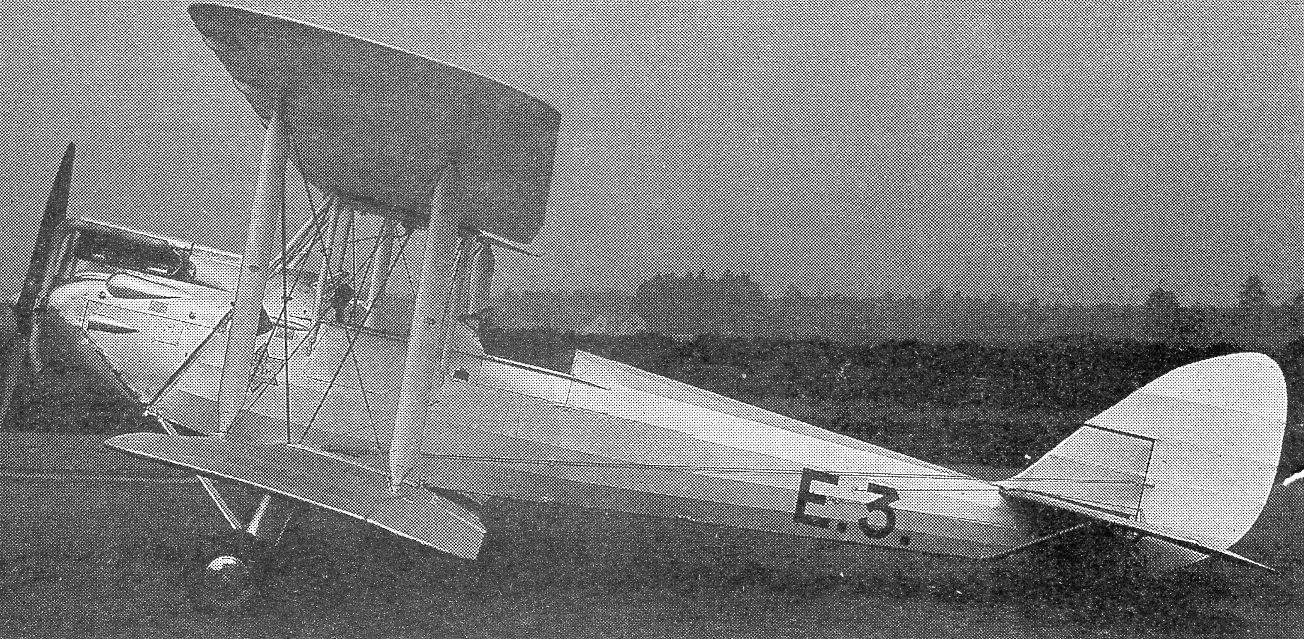
Il DH.60T Moth Trainer

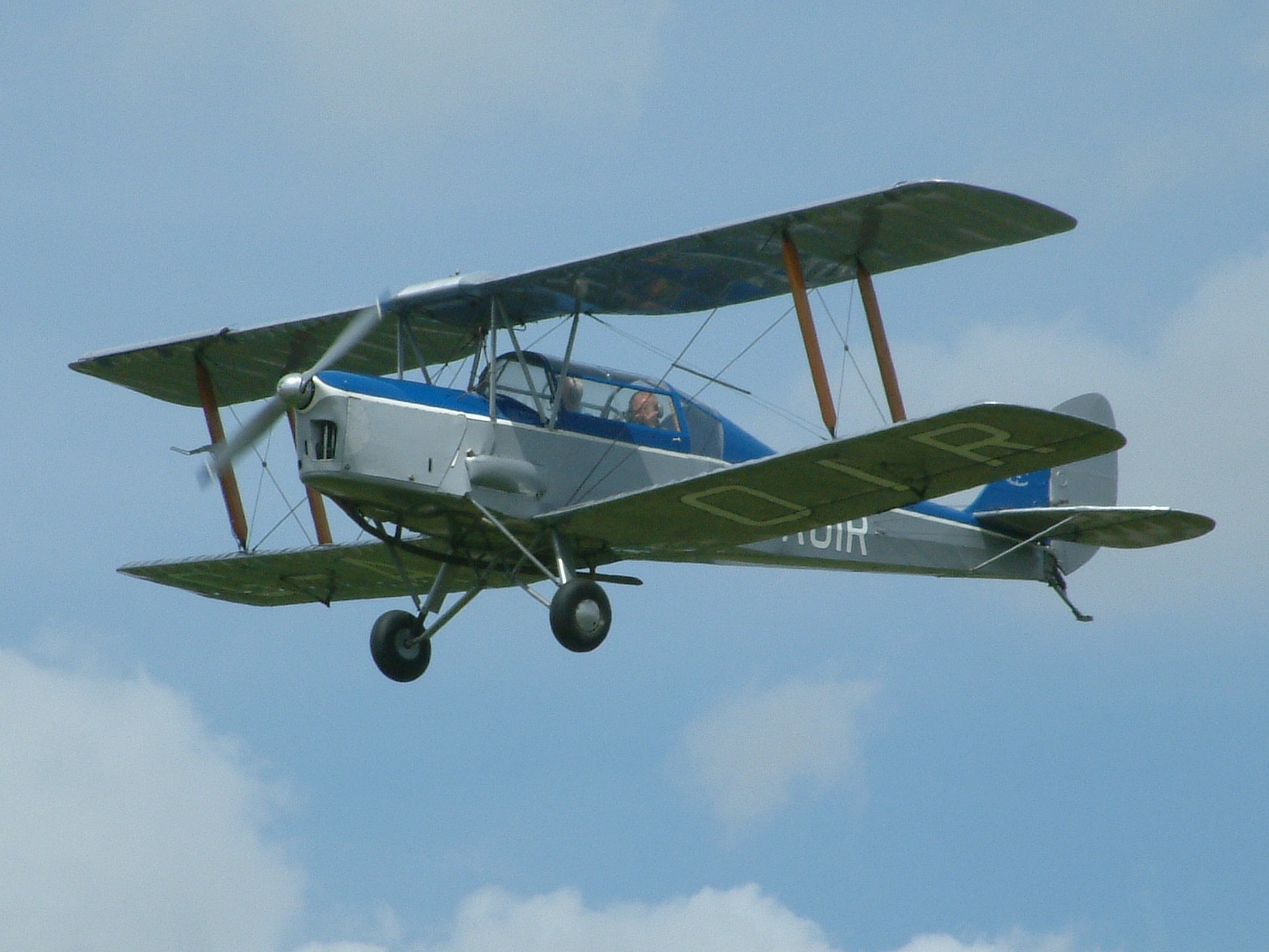
Il Thruxton Jackaroo

DH.60T Moth Trainer
Versione addestratore militare del de Havilland DH.60 Moth.
DH.82 Tiger Moth (Tiger Moth I)
Aereo addestratore biposto, equipaggiato con il motore de Havilland Gipsy III; rinominato Tiger Moth I dalla RAF.
DH.82A Tiger Moth (Tiger Moth II)
Aereo addestratore biposto, equipaggiato con il motore de Havilland Gipsy Major; rinominato Tiger Moth II dalla RAF.
DH.82B Queen Bee
Drone bersaglio radiocomandato; 380 realizzati. Dal 2008, l'unico esemplare rimasto è ospitato nella base della RAF di Henlow, Inghilterra.
DH.82C Tiger Moth
Versione realizzata per i climi freddi e utilizzato dalla Royal Canadian Air Force; dotato di coperture scorrevoli e cabina riscaldata ed equipaggiato con il motore de Havilland Gipsy Major; 1.523 esemplari realizzati.
PT-24 Moth
Denominazione statunitense dei DH.82C Tiger Moth; 200 esemplari realizzati dalla de Havilland Canada.
Thruxton Jackaroo
Biplano a quattro posti.

## Utilizzatori

### Militari
Australia
- Royal Australian Air Force
- Royal Australian Navy.

 Belgio

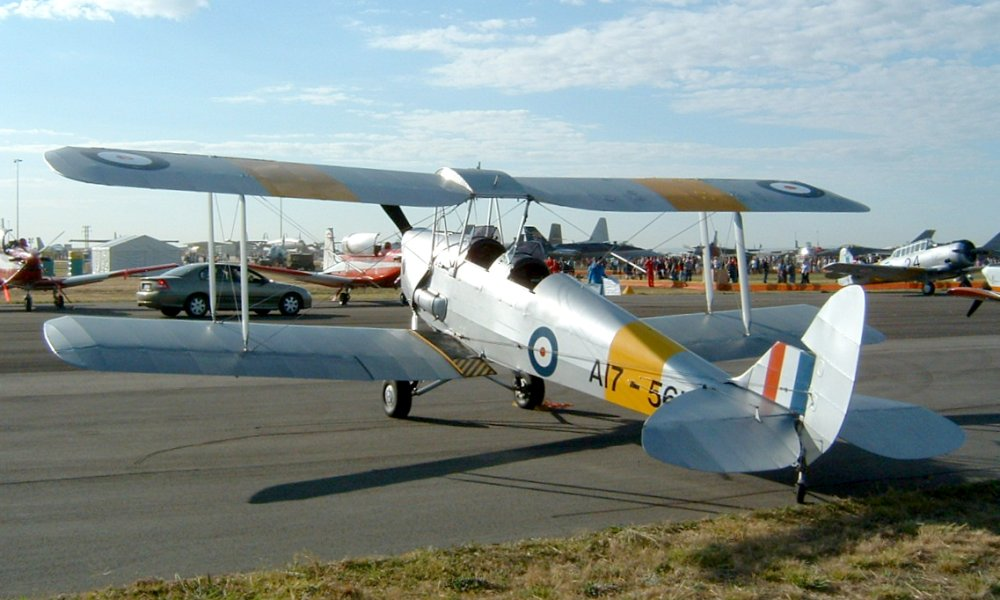
DH.82A Tiger Moth con contrassegni della RAAF.

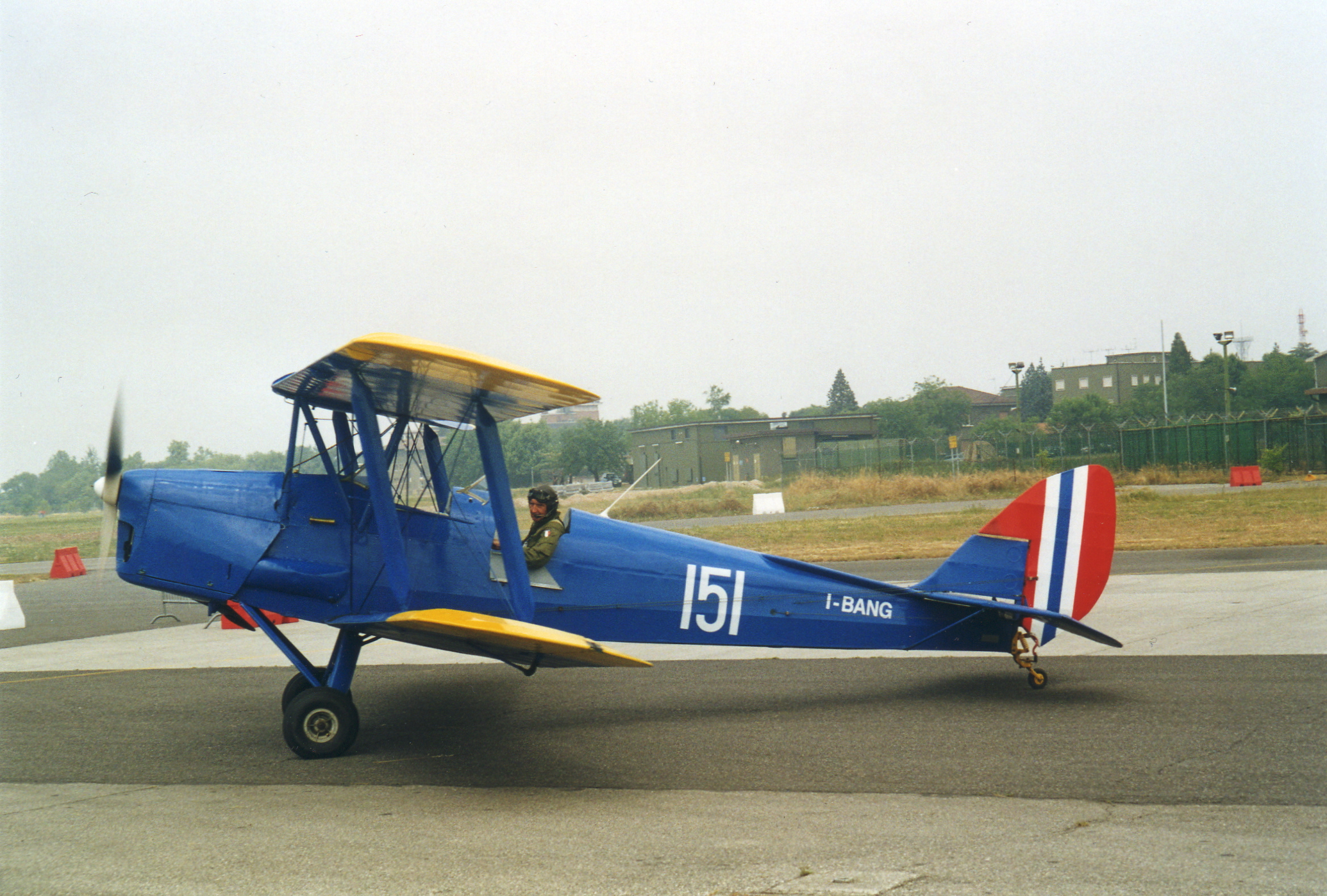
DH.82A Tiger Moth immatricolato in Italia e restaurato con le insegne dell'aeronautica norvegese Kongelige Norske Luftforsvaret.

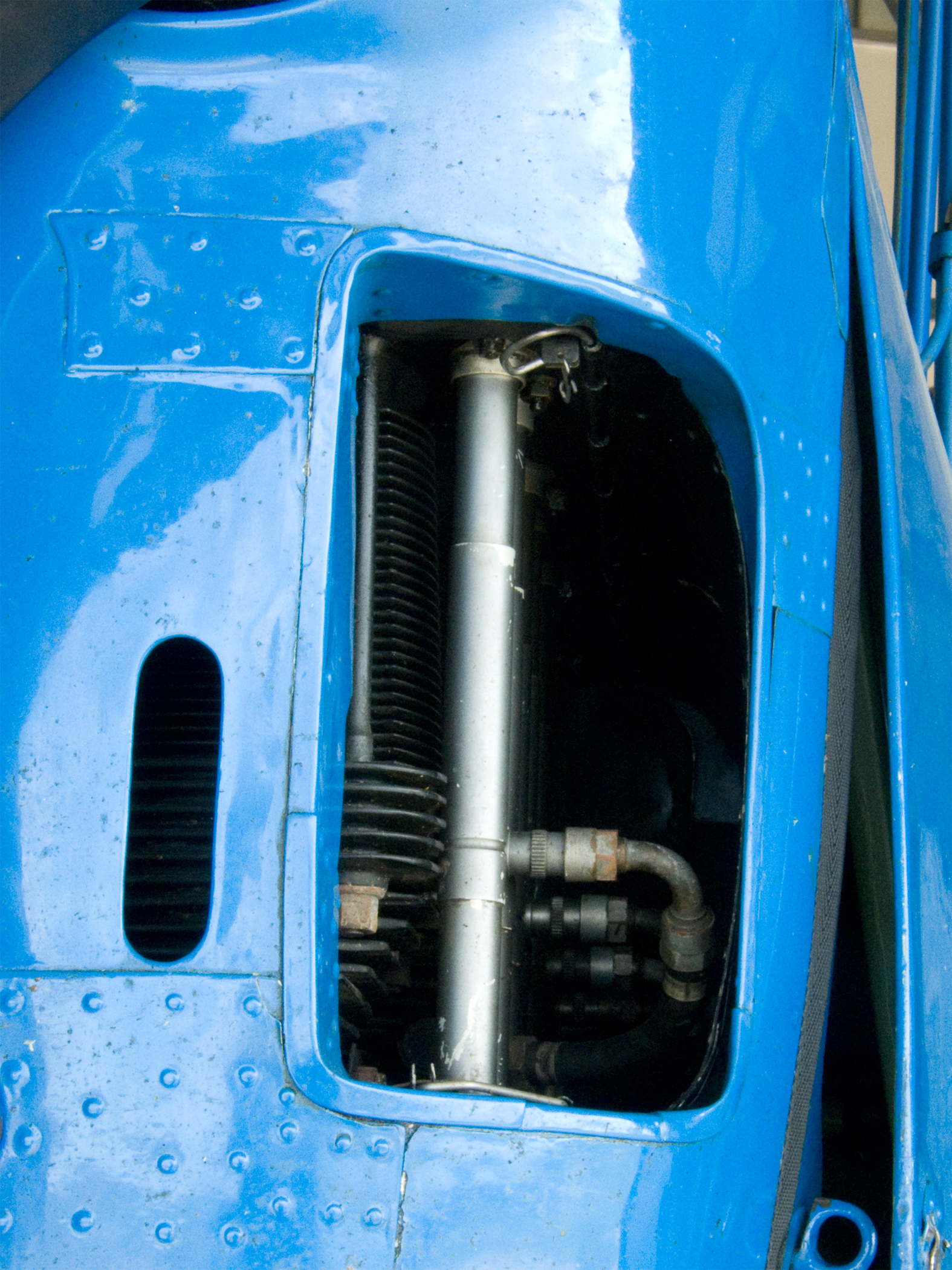
Dettaglio della presa d'aria per il raffreddamento motore

- Composante Air de l'armée belge (31 velivoli)

 Brasile
- Força Aérea Brasileira

 Birmania
- Tatmdaw Lei

 Canada
- Royal Canadian Air Force

 Canada
- Royal Canadian Air Force

 Danimarca
 Egitto
 India Britannica -  India
- Royal Indian Air Force

 India
- Bhāratīya Vāyu Senā

 Iran
 Regno di Iraq
 Israele
- Heyl Ha'Avir
- Sherut Avir

 Nuova Zelanda
- Royal New Zealand Air Force

 Norvegia
- Kongelige Norske Luftforsvaret

 Pakistan
- Pakistani Fida'iyye

 Polonia
- Wojska Lotnicze i Obrony Przeciwlotniczej Obszaru Kraju

 Portogallo
- Força Aérea Portuguesa

 Rhodesia
- Aeronautica militare della Rhodesia

 Seconda repubblica spagnola
- Fuerzas Aéreas de la República Española

 Sudafrica
- South African Air Force

 Sri Lanka
 Svezia
 Thailandia
 Regno Unito
- Royal Air Force
- Fleet Air Arm

 Uruguay
- Fuerza Aérea Uruguaya

## Esemplari attualmente esistenti

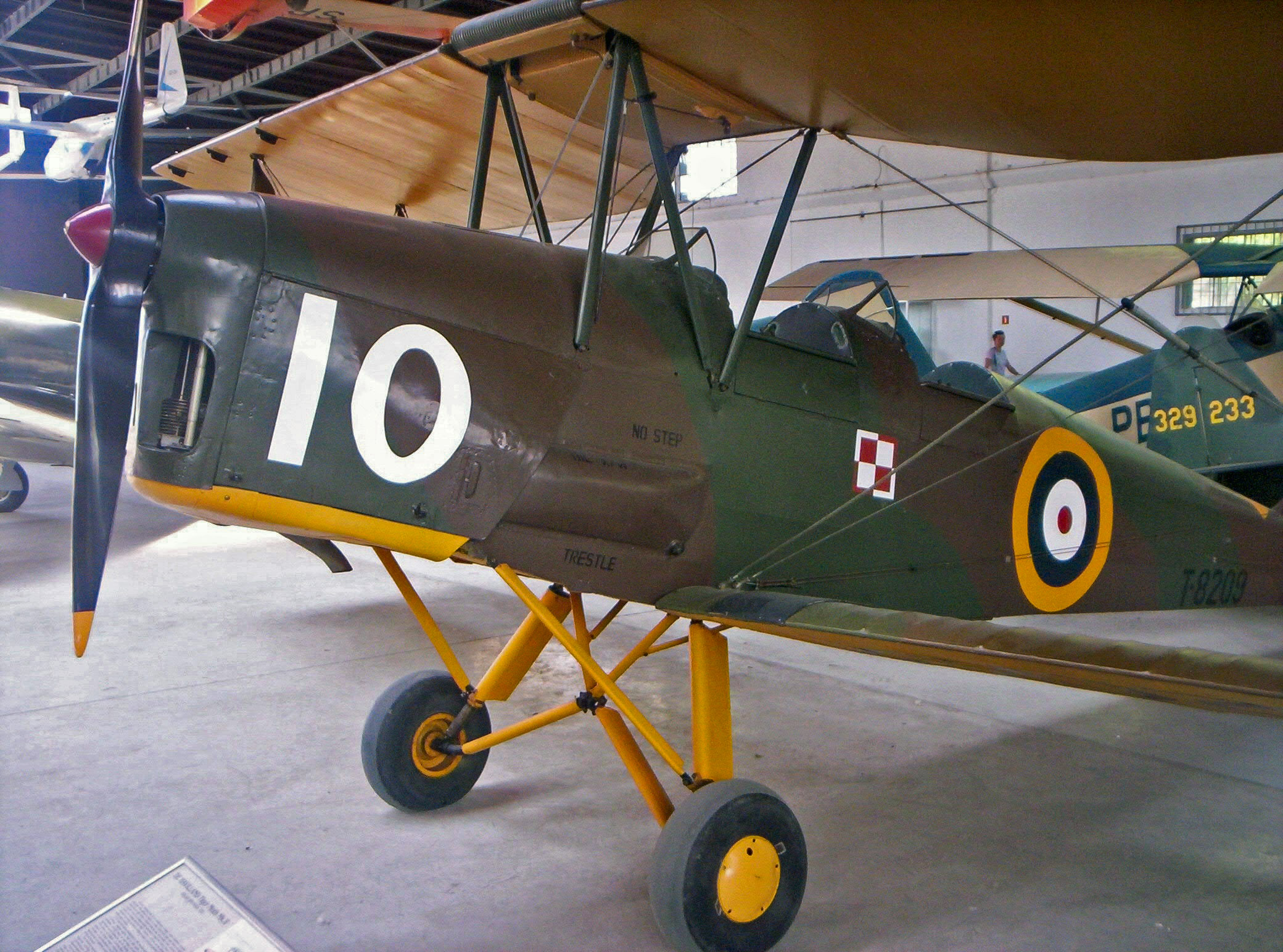
Tiger Moth II conservato nel Museo dell'aviazione polacca.

Numerosi DH.82 ancora oggi volano (si stima circa 250). Il numero di questi mezzi in grado tuttora di volare è andato aumentando, perché i pezzi conservati nei musei sono stati restaurati e posti in condizione di volo. Molti esemplari sono stati conservati in vari musei:
- Mosquito Aircraft Museum, Inghilterra
- Museo dell'aviazione polacca
- Museo Nacional Aeronáutico y del Espacio de Chile
- Museo Aeronáutico del Uruguay
- Museu Aeroespacial, Brasile
- Te Papa Tongarewa
- Alberta Aviation Museum
- Western Canada Aviation Museum
- Shuttleworth Collection a Old Warden, Inghilterra
- Canadian Museum of Flight
- Sri Lanka Air Force Museum, Sri Lanka
- Yugoslav Aeronautical Museum, Serbia.
- Pakistan Airforce Museum, Karachi, Pakistan
- Israeli Air Force Museum, Hatzerim, Israele
- Fondazione Jonathan, Nervesa della Battaglia, Treviso, Italia

## Velivoli comparabili
- Boeing-Stearman Kaydet
- Bücker Bü 131
- Stampe SV.4
- Polikarpov Po-2